# Croácia nos Jogos Olímpicos de Verão de 1996
A Croácia participou dos Jogos Olímpicos de Verão de 1996 em Atlanta, Estados Unidos.